# Gomphomastax monsoonica
Gomphomastax monsoonica is een rechtvleugelig insect uit de familie Eumastacidae. De wetenschappelijke naam van deze soort is voor het eerst geldig gepubliceerd in 2002 door Adrienne Garai.